# Ampedus cognatus
Ampedus cognatus is een keversoort uit de familie kniptorren (Elateridae). De wetenschappelijke naam van de soort werd voor het eerst geldig gepubliceerd in 1977 door Elena Gurjeva.